# Acrotato (figlio di Cleomene II)
Acrotato (in greco antico: Ἀκρότατος?, Akròtatos, in latino Acrotătus; metà IV secolo a.C. – tra il 314 e il 309 a.C.) è stato un politico spartano, figlio del re di Sparta Cleomene II.

## Biografia
Acrotato, dopo essersi inimicato gran parte dei suoi cittadini osteggiando un decreto che avrebbe tolto dall'infamia coloro che erano fuggiti durante la battaglia tra il re Agide III e Antipatro, accettò nel 314 a.C. di farsi capo degli agrigentini che desideravano liberarsi del tiranno di Siracusa Agatocle.
Acrotato ottenne l'appoggio di Taranto ma ad Agrigento i suoi modi duri e autoritari gli alienarono le simpatie dei suoi seguaci, che lo costrinsero a fuggire in patria, dove morì pochi anni dopo (prima del padre, che morì nel 309 a.C.).
Suo figlio Areo I successe al nonno come re di Sparta; ad Areo I successe il figlio Acrotato.